# Ludwig Lange (arkitekt)
 Der er flere personer med dette navn, se Ludwig Lange.
Ludwig Lange (født 22. marts 1808 i Darmstadt, død 31. marts 1868 i München) var en tysk arkitekt, bror til maleren Julius Lange, far til arkitekten Emil von Lange.
Lange, en af Gärtners efterfølgere, opholdt sig som ung nogle år i Grækenland, hvor han blev ansat som tegnelærer ved gymnasiet i Athen, men allerede 1838 vendte han tilbage til München, hvor han 1847 blev professor ved
kunstakademiet. Blandt hans udførte arbejder kan nævnes museet i Leipzig (1858), og det arkæologiske museum i Athen (1866).